# Paratecoma
Paratecoma es un género monotípico de pequeños árboles perteneciente a la familia de las bignoniáceas. Su única especie: Paratecoma peroba es originaria de Brasil.

## Taxonomía
Paratecoma peroba fue descrita por (Record) Kuhlm.  y publicado en Bol. Serv. Flor. Bras. 4: 3. 1931.
Sinonimia
- Paratecoma diandra Kuhlm.
- Tecoma peroba Record basónimo[2]